# Берестянки (станция)
Берестя́нки — железнодорожная станция Рязанского направления Московской железной дороги.  Расположена на окраине дачного посёлка Станкостроитель, назван по близлежащему селу Берестянки. Относится к Московско-Рязанскому региону МЖД.
На станции низкая островная платформа. Турникетами не оборудована. Имеется 3 пути. Первый путь — для поездов на Сасово. Второй — для поездов на Кустарёвку. Имеется «четвёртый» грузовой путь, платформой не оборудован, используется редко.

## Пассажирское движение
Пригородные поезда ходят на Сасово, Кустарёвку, Пичкиряево и Свеженькую. Проходят 6 поездов на Сасово, 3 поезда на Кустарёвку, 3 поезда на Пичкиряево, а также 2 — на Свеженькую. На станции останавливаются все электропоезда.

## Интересные факты
- Дачный посёлок «Станкостроитель» дачники стали называть Берестянки по близлежащей станции.
- Село Берестянки находится рядом с платформой 385 км.

## Фотографии

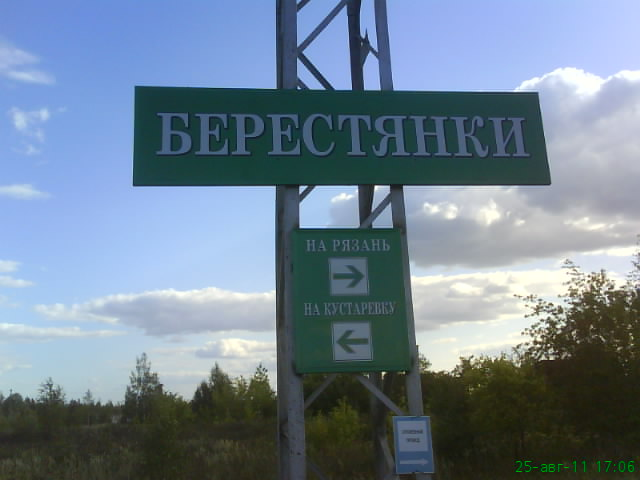
Табличка с названием станции
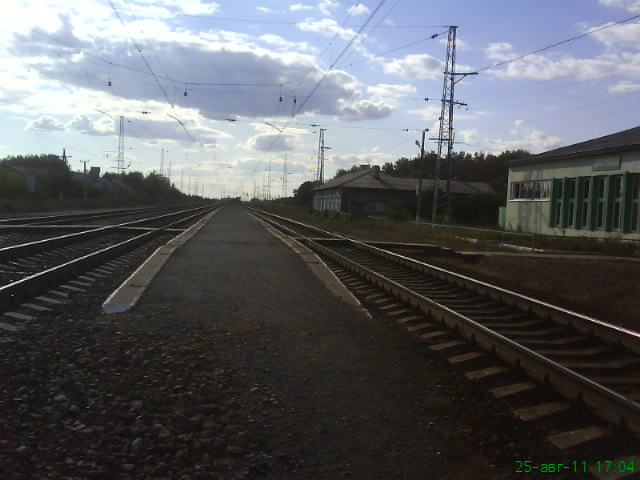
Вид в сторону платформы 385 км
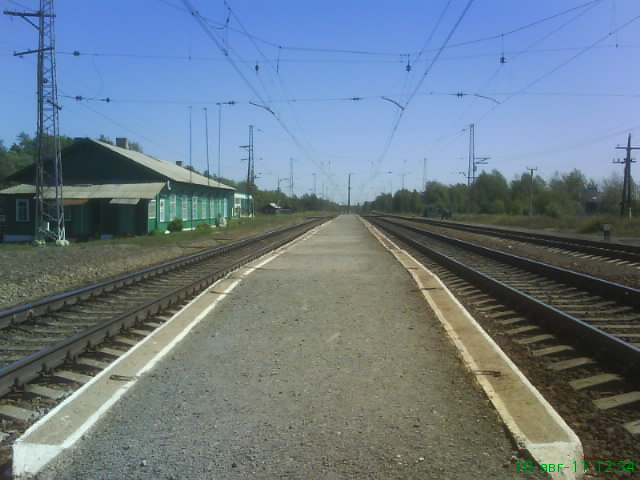
Вид в сторону платформы 390 км
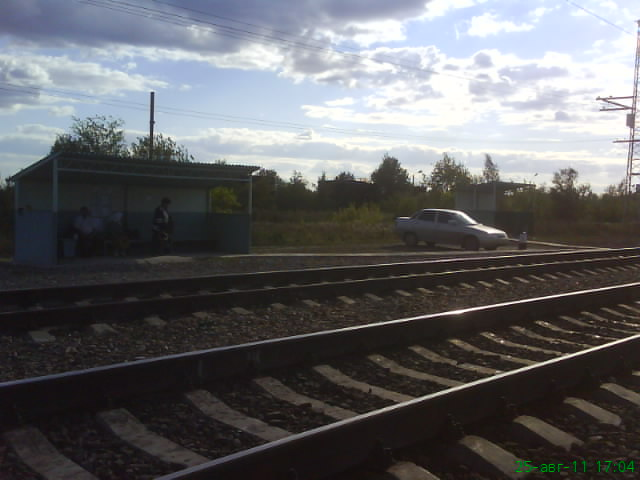
Зал ожидания станции Берестянки